# 519
519 (DXIX) fue un año común comenzado en martes del calendario juliano, en vigor en aquella fecha.
En el Imperio romano, el año fue nombrado como el del consulado de Justino y Ciliga, o menos comúnmente, como el 1272 Ab urbe condita, adquiriendo su denominación como 519 al establecerse el anno Domini por el 525.

## Acontecimientos
- Cerdic se convierte en el primer rey de Wessex (según la Crónica anglosajona).
- Las sinagogas de Rávena son incendiadas en una revuelta; Teodorico el Grande ordena su reconstrucción.
- 28 de marzo: las Iglesias Orientales y Occidentales reconcilian sus diferencias, finaliza el Cisma acaciano.
- Jacobo de Serug se convierte en obispo de Batnan.
- Se establece la diócesis católica de Kildare en Irlanda.

## Nacimientos
- Xuan Di, emperador de la Dinastía Liang (m. 562)